# Alvorada (ort)
Alvorada är en ort i Brasilien.   Den ligger i kommunen Alvorada och delstaten Tocantins, i den centrala delen av landet, 400 km norr om huvudstaden Brasília. Alvorada ligger 298 meter över havet och antalet invånare är 10 232.
Terrängen runt Alvorada är huvudsakligen platt. Alvorada ligger uppe på en höjd. Runt Alvorada är det mycket glesbefolkat, med 6 invånare per kvadratkilometer..
Omgivningarna runt Alvorada är huvudsakligen savann.